# Кнего, Андро
Андро Кнего (хорв. Андрија «Андро» Кнего; род. 21 октября 1956, Дубровник) — югославский баскетболист, призёр чемпионата Европы, чемпион и призёр чемпионатов мира и Олимпийских игр.

## Биография
В 1978 году выиграл золото чемпионата мира в Маниле. В 1981 году Кнего стал серебряным призёром чемпионата Европы в Праге. В 1982 году команда Югославии стала бронзовым призёром чемпионата мира в Колумбии.
На летних Олимпийских играх 1976 года в Монреале югославы завоевали олимпийское серебро. Через четыре года в Москве югославские баскетболисты стали олимпийскими чемпионами. В 1984 году в Лос-Анджелесе сборная Югославии завоевала бронзу Олимпийских игр.